# Wired Equivalent Privacy
WEP, Wired Equivalent Privacy är ett system för säkring av trådlösa nätverk som standardiserades i september 1999. WEP är en del av den standard som går under namnet IEEE 802.11 och i folkmun kallas trådlöst nätverk. Eftersom trådlösa nätverk skickar sin information genom radiovågor, kan det vara nödvändigt att skydda sin data från avlyssning. Efter ett tag upptäcktes genom kryptoanalys flera svagheter med chiffret RC4 som WEP använder sig av. Det finns idag flera program som underlättar genomförandet av statistiska attacker mot WEP-krypterade nätverk, till exempel aircrack eller packetsniffer.
Redan 2005 visade FBI att WEP kunde knäckas på mindre än 3 minuter med hjälp av fritt tillgänglig programvara.
Om man önskar säkra sitt nätverk till en högre grad kan tekniker såsom WPA, WPA2 och tunnlingsprotokollet IPSec vara intressanta.